# 몰도바 국립 대학교
몰도바 국립 대학교(루마니아어: Universitatea de Stat din Moldova)는 몰도바 키시너우에 있는 대학교이다. 1946년 설립되었다.